# Toyah (Texas)
Toyah è una città degli Stati Uniti d'America, situata nello Stato del Texas, nella Contea di Reeves.